# Rail 2000
Rail 2000 (en allemand : Bahn 2000 ; en italien : Ferrovia 2000) est un important projet ferroviaire suisse, en cours de réalisation depuis 1987. En résumé, ce projet vise l'inversion de la tendance à l'abandon des transports publics, en augmentation à partir des années 1950, en augmentant l'attrait de ces derniers; plus précisément, il a pour objectif la modernisation du matériel roulant, l'optimisation de l'infrastructure existante, l'augmentation de la qualité des services, ainsi que la réduction des temps de parcours, pour notamment permettre de meilleures correspondances, un nombre plus élevés de liaisons et un cadencement horaire sur plus de lignes,.

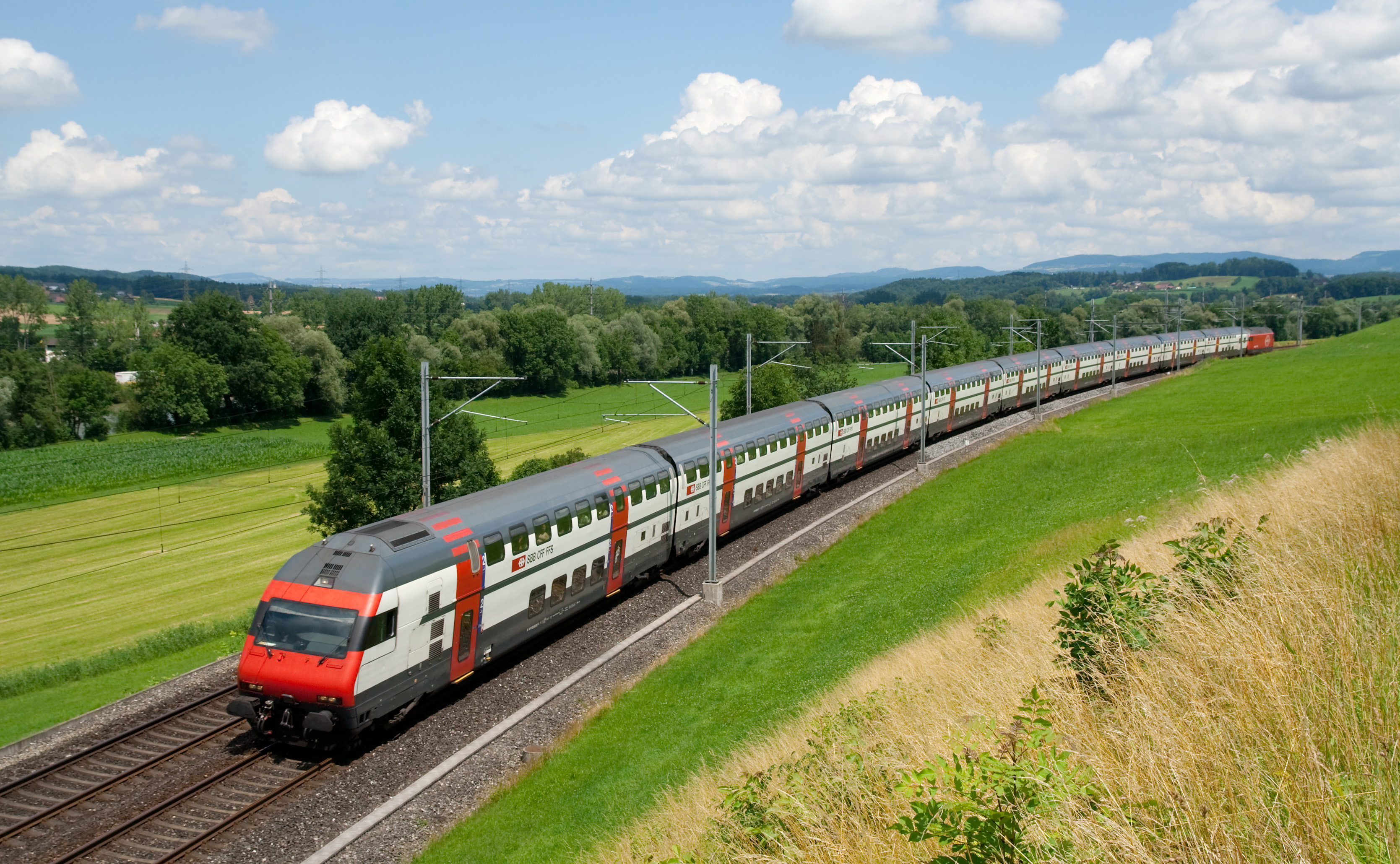
Un IC 2000, icône de Rail 2000, sur la ligne Zurich - Lucerne, sur la commune de Risch

En 1985, Rail 2000 se fit attribuer par l'assemblée fédérale 5,4 milliards de francs suisses,, le projet fut ensuite accepté par le peuple suisse lors d'un référendum, en 1987. Subissant divers modifications, le projet fut en 1991 réévalué par les Chemins de fer fédéraux (CFF) à 16 milliards; le Département fédéral de l'environnement, des transports, de l'énergie et de la communication (DETEC) les chargea alors d'aboutir à une solution comprenant le plus de projets, tout en ne dépassant pas le budget alloué en 1985,. La solution qui fut trouvée, moins ambitieuse que prévu, correspondait ainsi à la 1re étape de Rail 2000 finie en 2004, la 2e correspondant à une partie des projets non retenus dans la précédente ainsi que d'autres objectifs et la 3e à d'autres extensions; ces deux dernières étapes ont été intégrées au sein du futur développement de l’infrastructure ferroviaire (ZEB).
Les éléments les plus connus de Rail 2000 sont tout d'abord la nouvelle ligne ferroviaire Mattstetten-Rothrist, pièce centrale de la 1re étape, ainsi que les nouvelles rames intercity à double niveaux des CFF, appelées IC 2000. À côté de Rail 2000, ont été lancés trois autres projets ferroviaires, les nouvelles lignes ferroviaires à travers les Alpes avec les liaisons transalpines, le raccordement au réseau européen à grande vitesse et la lutte contre le bruit provenant des infrastructures.

## Histoire

### Contexte
Les années 1950 virent l'augmentation du trafic routier en Suisse. Cette augmentation fut accompagnée par une importante diminution des parts des transports publics ferroviaires et routiers. Atteignant 57 % des kilomètres-voyageurs en 1950, les transports publics descendirent à 22 % en 1998, alors que sur la même période les transports individuels motorisés progressèrent de 14,8 à 103,6 milliards de kilomètres-voyageurs. Parallèlement, les investissements destinés aux transports publics, dont ferroviaires, se réduisirent fortement au profit des transports individuels motorisés. Les réserves financières des Chemins de fer fédéraux (CFF) suffisant exclusivement à l'entretien des infrastructures existantes et aux renouvellements du matériel roulant, les premières lignes ferroviaires peu fréquentées furent fermées.
Dès les années 1970, l'augmentation du trafic donna lieu à la saturation des axes principaux, routiers mais aussi ferroviaires, où les lignes transalpines et du Plateau suisse furent les premières touchées, les infrastructures ferroviaires, existant pour certaines depuis presque 100 ans, ne pouvant accueillir du matériel roulant moderne, rapide et sûr.

## But

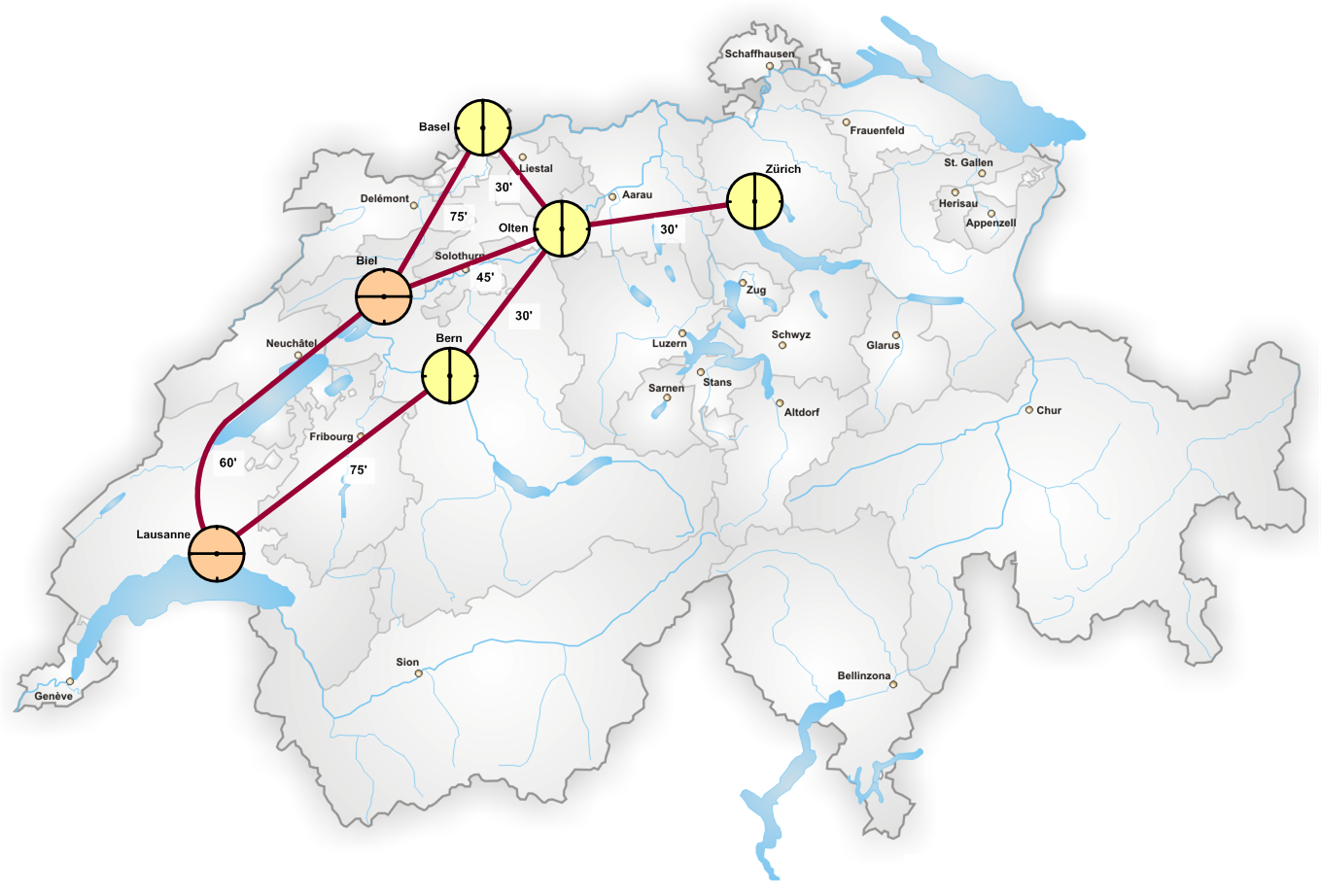
Points nodaux de Rail 2000

Rail 2000 est un projet de modernisation du réseau suisse et d'augmentation de l'offre en transport de voyageurs destiné à inverser la tendance constatée dans les années 1980 (baisse du trafic ferroviaire et augmentation jugée excessive du trafic routier).

## Votation populaire
Rail 2000 a été adopté par les Suisses en votation populaire en 1987. Il a été par la suite divisé en deux étapes en 1994. Il était prévu à l'origine un investissement de 5,4 milliards de francs suisses de l'époque.

## Première étape
Les chantiers qui ont été construits pendant la première étape de Rail 2000 ont été les suivants :
- la première ligne à grande vitesse de suisse : Mattstetten-Rothrist ;
- une seconde double voie entre Zurich et Thalwil ;
- une troisième voie entre Genève et Coppet ;
- le point nodal de Zurich ;
- environ 120 autres chantiers.

Elle a abouti le 12 décembre 2004 avec l'introduction du nouvel horaire Rail 2000.

## Deuxième étape
L'échéance de la 2e étape est à l'horizon 2022.
Le montant des investissements programmés s'élèvera à 7,5 milliards de francs suisses.